# Sweet but Psycho
"Sweet but Psycho" là một bài hát của ca sĩ người Mỹ Ava Max, được phát hành dưới dạng đĩa đơn vào ngày 17 tháng 8 năm 2018 thông qua Atlantic Records. Đây là đĩa đơn đầu tiên trong album phòng thu đầu tay sắp tới của cô. Nó được Max đồng sáng tác cùng với Madison Love và Cirkut, người sau này đã sản xuất bài hát này. Sau khi phát hành, nó đã xuất hiện trên nhiều danh sách nhạc Spotify và Viral Charts, và sau đó đạt vị trí số một ở 22 quốc gia bao gồm Đức và Vương quốc Anh, nơi nó giữ vị trí số một trong bốn tuần liên tiếp. Nó đã đạt đến hai mươi hàng đầu ở Canada, Hy Lạp, Bồ Đào Nha và Tây Ban Nha. Đây cũng là mười tác phẩm đầu tiên của cô tại Hoa Kỳ, đạt vị trí thứ 10. Kể từ tháng 6 năm 2019, nó đã dẫn đầu bảng xếp hạng Top 40 của Hungary trong 19 tuần không liên tiếp, bắt đầu vào tháng 2 năm 2019, và cuối cùng cũng trở thành bài hát radio lớn nhất năm 2019 ở nước này. "Sweet but Psycho" cũng là bài hát lớn nhất trong năm 2019 ở Slovenia. Bài hát được chứng nhận Bạch kim hoặc cao hơn ở mười bảy quốc gia, bao gồm Kim cương ở Brazil. Bài hát đã giành giải Bài hát quốc tế hay nhất tại LOS40 Music Awards 2019.

## Bối cảnh
Lần đầu tiên Max gặp nhà sản xuất thu âm Cirkut tại bữa tiệc tối của anh ở LA vào khoảng tháng 4 năm 2014, trong thời gian đó, cô đã có một vài bản demo bị từ chối từ các nhà sản xuất và nhạc sĩ.. Vào tháng 7 năm 2016, cô đã phát hành bài hát "Who but You" trên SoundCloud, đã thu hút được sự chú ý và thu hút sự chú ý của nhiều hãng thu âm khác nhau đã liên lạc với cô qua email, cuối cùng dẫn cô ký hợp đồng thu âm với Atlantic Records. "Sweet but Psycho" là đĩa đơn đầu tiên được Max phát hành với tư cách là nghệ sĩ chính, tiếp theo là "So Am I" và "Torn".

## Thương mại
Về mặt thương mại, "Sweet but Psycho" là một tác phẩm sleeper hit, ra mắt ở vị trí thấp tại các bảng xếp hạng của nhiều quốc gia trước khi lọt vào top 10 trong phần lớn các bảng xếp hạng.

## Video âm nhạc
Video âm nhạc được đạo diễn bởi nhà làm phim người Mỹ gốc Hoa Shomi Patwary và người mẫu Prasad Romijn. Video được phát hành vào ngày 27 tháng 8 năm 2018. Tính đến tháng 12 năm 2019, video đã có hơn 475 triệu lượt xem trên YouTube.

## Danh sách bài hát
| - Digital download – single 1. "Sweet but Psycho" – 3:07 - Digital download – acoustic 1. "Sweet but Psycho" (Acoustic) – 2:59 - Digital download – Sweet but Psycho (The Remixes) 1. "Sweet but Psycho" (Kat Krazy Remix) – 3:09 2. "Sweet but Psycho" (Elijah Hill Remix) – 3:58 3. "Sweet but Psycho" (Leon Lour Remix) – 4:09 4. "Sweet but Psycho" (Morgan Page Remix) – 3:46 5. "Sweet but Psycho" (Paul Morrell Remix) – 3:24 6. "Sweet but Psycho" (Ricky Retro Remix) – 3:05 7. "Sweet but Psycho" (Majestic Remix) – 5:32 - Digital download – Sweet but Psycho (The Remixes) - EP 1. "Sweet but Psycho" (Kat Krazy Remix) – 3:09 2. "Sweet but Psycho" (Elijah Hill Remix) – 3:58 3. "Sweet but Psycho" (Leon Lour Remix) – 4:09 4. "Sweet but Psycho" (Morgan Page Remix) – 3:46 5. "Sweet but Psycho" (Paul Morrell Remix) – 3:24 | - Japan (ngày 27 tháng 12 năm 2018) CD — Sweet but Psycho (Remixes) (0190295551750) 1. "Sweet but Psycho" (Original Mix) – 3:07 2. "Sweet but Psycho" (Leon Lour Remix) – 4:09 3. "Sweet but Psycho" (Roberto Ferrari Club Remix) – 5:41 4. "Sweet but Psycho" (Morgan Page Radio Edit) – 3:46 5. "Sweet but Psycho" (Morgan Page Remix) – 4:18 6. "Sweet but Psycho" (Morgan Page Instrumental) – 3:46 7. "Sweet but Psycho" (Paul Morrell Radio Mix) – 3:24 8. "Sweet but Psycho" (Paul Morrell Remix) – 4:37 9. "Sweet but Psycho" (Paul Morrell Instrumental) – 4:37 10. "Sweet but Psycho" (Kristy P Remix) – 4:04 11. "Sweet but Psycho" (Acoustic) – 2:59 |

## Xếp hạng
| Chart (2018–2019)                                | Peak position |
| ------------------------------------------------ | ------------- |
| Argentina Anglo (Monitor Latino)                 | 15            |
| Úc (ARIA)                                        | 2             |
| Australia Digital Song Sales (Billboard)         | 1             |
| Áo (Ö3 Austria Top 40)                           | 1             |
| Bỉ (Ultratop 50 Flanders)                        | 1             |
| Bỉ (Ultratop 50 Wallonia)                        | 1             |
| Brazil International Pop Songs (Crowley Charts)  | 9             |
| Bolivia (Monitor Latino)                         | 2             |
| Bulgaria (PROPHON)                               | 4             |
| Canada (Canadian Hot 100)                        | 11            |
| Canada CHR/Top 40 (Billboard)                    | 3             |
| Canada Hot AC (Billboard)                        | 10            |
| Chile Anglo (Monitor Latino)                     | 8             |
| China Airplay/FL (Billboard)                     | 12            |
| CIS (Tophit)                                     | 5             |
| Colombia (National-Report)                       | 92            |
| Croatia (HRT)                                    | 1             |
| Cộng hòa Séc (Rádio Top 100)                     | 1             |
| Cộng hòa Séc (Singles Digitál Top 100)           | 1             |
| Đan Mạch (Tracklisten)                           | 1             |
| Estonia (Eesti Ekspress)                         | 1             |
| Euro Digital Songs (Billboard)                   | 1             |
| Phần Lan (Suomen virallinen lista)               | 1             |
| Pháp (SNEP)                                      | 8             |
| Trường songid là BẮT BUỘC CHO BẢNG XẾP HẠNG ĐỨC  | 1             |
| Greece (IFPI)                                    | 12            |
| Hungary (Rádiós Top 40)                          | 1             |
| Hungary (Dance Top 40)                           | 1             |
| Hungary (Single Top 40)                          | 1             |
| Hungary (Stream Top 40)                          | 1             |
| Iceland (Tonlist)                                | 1             |
| Ireland (IRMA)                                   | 1             |
| Israel (Media Forest)                            | 2             |
| Ý (FIMI)                                         | 3             |
| Italy Digital Song Sales (Billboard)             | 1             |
| Japan Hot Overseas (Billboard)                   | 19            |
| Latvia (LAIPA)                                   | 4             |
| Latvia (Latvijas Top 40)                         | 1             |
| Lithuania (AGATA)                                | 5             |
| Luxembourg Digital Songs (Billboard)             | 2             |
| Malaysia (RIM)                                   | 7             |
| Mexico Ingles Airplay (Billboard)                | 2             |
| Hà Lan (Dutch Top 40)                            | 1             |
| Hà Lan (Single Top 100)                          | 4             |
| New Zealand (Recorded Music NZ)                  | 1             |
| Na Uy (VG-lista)                                 | 1             |
| LỖI: PHẢI CUNG CẤP DATE CHO BẢNG XẾP HẠNG BA LAN | 1             |
| Bồ Đào Nha (AFP)                                 | 16            |
| Romania (Airplay 100)                            | 2             |
| Nga Airplay (Tophit)                             | 4             |
| Scotland (OCC)                                   | 1             |
| Singapore (RIAS)                                 | 7             |
| Slovakia (Rádio Top 100)                         | 1             |
| Slovakia (Singles Digitál Top 100)               | 3             |
| Slovenia (SloTop50)                              | 1             |
| Tây Ban Nha (PROMUSICAE)                         | 18            |
| Thụy Điển (Sverigetopplistan)                    | 1             |
| Thụy Sĩ (Schweizer Hitparade)                    | 1             |
| Anh Quốc (OCC)                                   | 1             |
| Ukraina Airplay (Tophit)                         | 1             |
| Hoa Kỳ Billboard Hot 100                         | 10            |
| Hoa Kỳ Adult Contemporary (Billboard)            | 17            |
| Hoa Kỳ Adult Pop Airplay (Billboard)             | 2             |
| Hoa Kỳ Dance Club Songs (Billboard)              | 1             |
| Hoa Kỳ Dance/Mix Show Airplay (Billboard)        | 4             |
| Hoa Kỳ Pop Airplay (Billboard)                   | 3             |
| US Rolling Stone Top 100                         | 43            |
| Venezuela Anglo (Monitor Latino)                 | 4             |

| Chart (2019)             | Peak position |
| ------------------------ | ------------- |
| Russia Airplay (Tophit)  | 6             |
| Slovenia (SloTop50)      | 1             |
| Ukraine Airplay (Tophit) | 1             |

| Chart (2018)                          | Position |
| ------------------------------------- | -------- |
| Austria (Ö3 Austria Top 40)           | 54       |
| Belgium (Ultratop Flanders)           | 90       |
| Denmark (Tracklisten)                 | 33       |
| Estonia (Eesti Ekspress)              | 84       |
| Netherlands (Dutch Top 40)            | 60       |
| Netherlands (Single Top 100)          | 73       |
| Norway (VG-lista)                     | 16       |
| Sweden (Sverigetopplistan)            | 18       |
| Switzerland (Schweizer Hitparade)     | 79       |
| Chart (2019)                          | Position |
| Australia (ARIA)                      | 15       |
| Austria (Ö3 Austria Top 40)           | 10       |
| Belgium (Ultratop Flanders)           | 11       |
| Belgium (Ultratop Wallonia)           | 8        |
| Bolivia (Monitor Latino)              | 93       |
| Canada (Canadian Hot 100)             | 18       |
| CIS (Tophit)                          | 13       |
| Denmark (Tracklisten)                 | 11       |
| Germany (Official German Charts)      | 5        |
| Hungary (Dance Top 40)                | 3        |
| Hungary (Rádiós Top 40)               | 1        |
| Hungary (Single Top 40)               | 8        |
| Hungary (Stream Top 40)               | 3        |
| Ireland (IRMA)                        | 18       |
| Israel (Galgalatz)                    | 11       |
| Italy (FIMI)                          | 16       |
| Netherlands (Dutch Top 40)            | 21       |
| Netherlands (Single Top 100)          | 27       |
| New Zealand (Recorded Music NZ)       | 18       |
| Poland (ZPAV)                         | 17       |
| Puerto Rico (Monitor Latino)          | 42       |
| Romania (Airplay 100)                 | 17       |
| Russia Airplay (Tophit)               | 24       |
| Slovenia (SloTop50)                   | 1        |
| Sweden (Sverigetopplistan)            | 29       |
| Switzerland (Schweizer Hitparade)     | 7        |
| Ukraine Airplay (Tophit)              | 20       |
| UK Singles (Official Charts Company)  | 6        |
| US Billboard Hot 100                  | 23       |
| US Adult Contemporary (Billboard)     | 42       |
| US Adult Top 40 (Billboard)           | 15       |
| US Dance Club Songs (Billboard)       | 7        |
| US Dance/Mix Show Airplay (Billboard) | 25       |
| US Mainstream Top 40 (Billboard)      | 15       |
| US Rolling Stone Top 100              | 46       |

## Chứng nhận
| Quốc gia | Chứng nhận  | Số đơn vị/doanh số chứng nhận |
| --- | ----------- | ----------------------------- |
| Úc (ARIA) | 5× Platinum | 350.000‡                      |
| Áo (IFPI Áo) | 2× Platinum | 60.000‡                       |
| Bỉ (BEA) | Platinum    | 40.000‡                       |
| Brasil (Pro-Música Brasil) | Diamond     | 160,000‡                      |
| Canada (Music Canada) | 3× Platinum | 240.000‡                      |
| Đan Mạch (IFPI Đan Mạch) | 2× Platinum | 180.000‡                      |
| Pháp (SNEP) | Platinum    | 200.000‡                      |
| Đức (BVMI) | 3× Gold     | 450.000‡                      |
| Ý (FIMI) | 3× Platinum | 150.000‡                      |
| Hà Lan (NVPI) | 2× Platinum | 40.000‡                       |
| New Zealand (RMNZ) | Platinum    | 30.000‡                       |
| Na Uy (IFPI) | Platinum    | 60,000‡                       |
| Ba Lan (ZPAV) | 3× Platinum | 60.000‡                       |
| Tây Ban Nha (PROMUSICAE) | Platinum    | 40.000‡                       |
| Thụy Sĩ (IFPI) | 2× Platinum | 40.000‡                       |
| Anh Quốc (BPI) | 2× Platinum | 1.200.000‡                    |
| Hoa Kỳ (RIAA) | 2× Platinum | 2.000.000‡                    |
| * Chứng nhận dựa theo doanh số tiêu thụ. ^ Chứng nhận dựa theo doanh số nhập hàng. ‡ Chứng nhận dựa theo doanh số tiêu thụ và phát trực tuyến. |             |                               |